# Vranište (miasto Pirot)
Vranište (cyr. Враниште) – wieś w Serbii, w okręgu pirockim, w mieście Pirot. W 2011 roku liczyła 103 mieszkańców.